# Episodi di Ai confini della realtà (serie televisiva 1985) (prima stagione)
La prima stagione della serie televisiva Ai confini della realtà è andata in onda negli Stati Uniti d'America dal 27 settembre 1985 all'11 aprile 1986 con 2 o 3 episodi settimanali sul canale CBS.
| nº | Titolo originale                     | Titolo italiano                 | Prima TV USA      | Prima TV Italia  |
| -- | ------------------------------------ | ------------------------------- | ----------------- | ---------------- |
| 1  | Shatterday                           | Da oggi si cambia               | 27 settembre 1985 | 3 giugno 1986    |
| 2  | A Little Peace and Quiet             | Un po' di pace                  | 27 settembre 1985 | 3 giugno 1986    |
| 3  | Wordplay                             | Parole in libertà               | 4 ottobre 1985    | 6 maggio 1986    |
| 4  | Dreams for Sale                      | Sogno o incubo                  | 4 ottobre 1985    | 6 maggio 1986    |
| 5  | Chameleon                            | Il mutante                      | 4 ottobre 1985    | 6 maggio 1986    |
| 6  | Healer                               | Il guaritore                    | 11 ottobre 1985   | 22 aprile 1986   |
| 7  | Children's Zoo                       | Lo zoo dei bambini              | 11 ottobre 1985   | 22 aprile 1986   |
| 8  | Kentucky Rye                         | Il Kentucky Rye                 | 11 ottobre 1985   | 22 aprile 1986   |
| 9  | Little Boy Lost                      | Il bambino perduto              | 18 ottobre 1985   | 13 maggio 1986   |
| 10 | Wish Bank                            | La banca dei desideri           | 18 ottobre 1985   | 13 maggio 1986   |
| 11 | Nighcrawlers                         | I serpenti della notte          | 18 ottobre 1985   | 13 maggio 1986   |
| 12 | If She Dies                          | Se dovesse morire               | 25 ottobre 1985   | 17 giugno 1986   |
| 13 | Ye Gods                              | Questi dei!                     | 25 ottobre 1985   | 17 giugno 1986   |
| 14 | Examination Day                      | La prova                        | 1º novembre 1985  | 27 maggio 1986   |
| 15 | A Message from Charity               | Il messaggio di Charity         | 1º novembre 1985  | 27 maggio 1986   |
| 16 | Teacher's Aide                       | Demoni                          | 8 novembre 1985   | 27 dicembre 1986 |
| 17 | Paladin of the Lost Hour             | Il paladino dell'ora perduta    | 8 novembre 1985   | 27 dicembre 1986 |
| 18 | Act Break                            | Un solo desiderio               | 15 novembre 1985  | 2 marzo 1987     |
| 19 | The Burning Man                      | Un'estate torrida               | 15 novembre 1985  | 2 marzo 1987     |
| 20 | Dealer's Choice                      | Un poker col diavolo            | 15 novembre 1985  | 27 dicembre 1986 |
| 21 | Dead Woman's Shoes                   | Le scarpe                       | 22 novembre 1985  | 10 giugno 1986   |
| 22 | Wong's Lost and Found Emporium       | Oggetti smarriti                | 22 novembre 1985  | 10 giugno 1986   |
| 23 | The Shadow Man                       | L'uomo ombra                    | 29 novembre 1985  | 20 maggio 1986   |
| 24 | The Uncle Devil Show                 | Lo show di zio diavolo          | 29 novembre 1985  | 20 maggio 1986   |
| 25 | Opening Day                          | Il giorno di caccia             | 29 novembre 1985  | 20 maggio 1986   |
| 26 | The Beacon                           | Il faro                         | 6 dicembre 1985   | 16 febbraio 1987 |
| 27 | One Life, Furnished in Early Poverty | Sulle tracce del destino        | 6 dicembre 1985   | 16 febbraio 1987 |
| 28 | Her Pilgrim Soul                     | L'anima pellegrina              | 13 dicembre 1985  | 23 febbraio 1987 |
| 29 | I of Newton                          | Un'equazione del diavolo        | 13 dicembre 1985  | 23 febbraio 1987 |
| 30 | Night of the Meek                    | Un Natale                       | 20 dicembre 1985  |                  |
| 31 | But Can She Type?                    | Una segretaria                  | 20 dicembre 1985  |                  |
| 32 | The Star                             | La stella                       | 20 dicembre 1985  |                  |
| 33 | Still Life                           | Foto animate                    | 3 gennaio 1986    |                  |
| 34 | The Little People of Killany Woods   | Gli gnomi                       | 3 gennaio 1986    |                  |
| 35 | The Misfortune Cookie                | I dolcetti della sfortuna       | 3 gennaio 1986    |                  |
| 36 | Monsters!                            | I mostri                        | 24 gennaio 1986   |                  |
| 37 | A Small Talent for War               | L'ambasciatore                  | 24 gennaio 1986   |                  |
| 38 | A Matter of Minutes                  | Una questione di minuti         | 24 gennaio 1986   |                  |
| 39 | The Elevator                         | L'ascensore                     | 31 gennaio 1986   | 2 marzo 1987     |
| 40 | To See the Invisible Man             | L'uomo invisibile               | 31 gennaio 1986   | 2 marzo 1987     |
| 41 | Tooth and Consequences               | Denti e conseguenze             | 31 gennaio 1986   |                  |
| 42 | Welcome to Winfield                  | Benvenuti a Winfield            | 7 febbraio 1986   |                  |
| 43 | Quarantine                           | Quarantena                      | 7 febbraio 1986   |                  |
| 44 | Gramma                               | La nonna                        | 14 febbraio 1986  |                  |
| 45 | Personal Demons                      | Demoni personali                | 14 febbraio 1986  |                  |
| 46 | Cold Reading                         | Effetti sonori                  | 14 febbraio 1986  |                  |
| 47 | The Leprechaun Artist                | Esprimi un desiderio            | 21 febbraio 1986  |                  |
| 48 | Dead Run                             | All'inferno e ritorno           | 21 febbraio 1986  | 8 febbraio 1988  |
| 49 | Profile in Silver                    | Dallas, novembre 1963           | 7 marzo 1986      | 13 aprile 1987   |
| 50 | Button, Button                       | La pulsantiera                  | 7 marzo 1986      | 13 aprile 1987   |
| 51 | Need to Know                         | Il bisogno di sapere            | 21 marzo 1986     |                  |
| 52 | Red Snow                             | Neve rossa                      | 21 marzo 1986     |                  |
| 53 | Take My Life...Please!               | Prendimi l'anima... per favore! | 28 marzo 1986     |                  |
| 54 | Devil's Alphabet                     | L'alfabeto del demonio          | 28 marzo 1986     |                  |
| 55 | The Library                          | La biblioteca                   | 28 marzo 1986     |                  |
| 56 | Shadow Play                          | Il teatro delle ombre           | 4 aprile 1986     |                  |
| 57 | Grace Note                           | Dolce melodia                   | 4 aprile 1986     |                  |
| 58 | A Day in Beaumont                    | Un giorno a Beaumont            | 11 aprile 1986    |                  |
| 59 | The Last Defender of Camelot         | L'ultimo difensore di Camelot   | 11 aprile 1986    |                  |

## Da oggi si cambia
- Titolo originale: Shatterday
- Diretto da: Wes Craven

Bruce Willis nei panni di Peter Jay Novins.

- Scritto da: Harlan Ellison e Alan Brennert

### Trama
Un uomo telefona per errore al proprio appartamento e considerando che è un uomo che vive solo potete immaginare lo stupore quando qualcuno gli risponde. Immediatamente lo stupore si trasforma in paura quando si rende conto che sta parlando con il suo alter ego e a questo punto cerca di isolarlo chiudendo il conto in banca e andando a vivere in una camera d'albergo, ma non c'è niente da fare. L'alter ego inizia a mettere ordine nella propria vita, risolvendo spiacevoli situazioni che il suo lato negativo aveva creato. I loro incontri sono solo telefonici fino a che il lato buono va a cercare l'alter ego cattivo. Dopo poche parole si stringono la mano salutandosi e questo fa svanire il lato negativo lasciando spazio nel mondo al lato buono.
- Interpreti: Bruce Willis (Peter Jay Novins), Dan Gilvezan (barista), Murukh (donna in banca), John Carlyle (cameriere), Seth Isler (alter ego)

## Un po' di pace
- Titolo originale: A Little Peace and Quiet
- Diretto da: Wes Craven
- Scritto da: James Crocker

### Trama
Una casalinga oppressa dalla vivacità dei propri figli e dalla completa assenza di aiuto da parte del marito scopre scavando in giardino uno scrigno all'interno del quale vi è riposto un ciondolo che subito indossa. Dopo poco tempo scopre che questo ciondolo le dà la possibilità di fermare lo scorrere del tempo e tutto il mondo intorno a sé permettendole di godersi preziosi attimi di quiete. Tutto, nella sua anormalità, sembra scorrere tranquillamente fino a che alla radio si sente la notizia che il mondo è sotto attacco nucleare. Il marito va nel panico e come lui tutto il mondo che li circonda. La donna ferma il tempo e corre in strada. Nel cielo, sospeso e fermo a mezz'aria, rimane il missile nucleare, congelato nel tempo un attimo prima di scoppiare. Il mondo è bloccato e la donna corre sola nella strada circondata da oggetti e persone bloccate e inanimate come manichini. Cosa fare?
- Interpreti: Melinda Dillon (Penny), Greg Mullavey (Russell), Clare Nono (radiocronista), Joshua Harris (Russell Jr.), Judith Barsi (Bertie)

## Parole in libertà
- Titolo originale: Wordplay
- Diretto da: Wes Craven
- Scritto da: Rockne S. O'Bannon

### Trama
Un uomo è oppresso dal proprio lavoro di venditore che lo obbliga ad apprendere in brevissimo tempo un intero catalogo di materiale medico e relativi termini e nomi difficilissimi. La pressione è così elevata che tutto d'un tratto si trova circondato da un mondo che parla un linguaggio fatto di parole sconnesse tra loro che solo lui sembra non capire. Isolato cercherà il coraggio per continuare a vivere e rientrare in sintonia col mondo.
- Interpreti: Robert Klein (Bill Lowery), Annie Potts (Kathy Lowery), Robert Downey Sr. (Signor Miller), Adam Raber (Donnie)

## Sogno o incubo
- Titolo originale: Dreams for Sale
- Diretto da: Tommy Lee Wallace
- Scritto da: Joe Gannon

### Trama
Una donna si trova in un parco a fare un picnic con la propria famiglia: tutti sono felici e spensierati, le bambine giocano, il marito apre lo champagne per festeggiare la promozione al lavoro. D'un tratto il tempo sembra scorrere a singhiozzo proponendo alla donna continui déjà vu che la confondono e le causano uno svenimento. Quando riapre gli occhi, si ritrova in piedi dentro una macchina simile a un vano doccia, collegata a delle apparecchiature. Stordita, ne esce, e vede intorno a sé tante altre persone nella stessa situazione. Passa vicino a lei un uomo a cui chiede chiarimenti, ma l'uomo è più interessato all'apparecchiatura che la contiene, che a lei, e le fa capire che quella che stava vivendo era solo una situazione virtuale e che questa interruzione è causata da un malfunzionamento dell'apparecchiatura. Una riparazione veloce e la donna viene riposizionata al suo posto per gli altri sei minuti che le rimangono di 'Gita in campagna'. La donna riapre gli occhi, nuovamente tra le braccia del marito, nel prato. La macchina della realtà virtuale si incendia e la donna muore, ma lei continua a vivere nella realtà virtuale.
- Interpreti: Meg Foster (donna), David Hayward (marito), Vincent Gastaferro (tecnico della apparecchiature), Lee Anthony (tecnico del soccorso), Kristi Purdy (gemella 1), Deanna Purdy (gemella 2)

## Il mutante
- Titolo originale: Chameleon
- Diretto da: Wes Craven
- Scritto da: James Crocker

### Trama
Uno Shuttle rientra dalla sua missione nello spazio e dei tecnici stanno controllando una videocamera che durante la missione ha dato segni di malfunzionamento. Mentre la videocamera viene portata in laboratorio per essere esaminata il tecnico che la sta trasportando svanisce in una nuvola di luce rosa. La videocamera viene messa in una cella di isolamento in attesa di capire cosa sia successo, ma la nuvola rosa torna trasformando la videocamera nel tecnico scomparso. L'uomo ha tutti i suoi ricordi e le sue conoscenze, ma gli altri tecnici che lo osservano non si fidano. Nuova nuvola rosa e il tecnico prende le sembianze della propria moglie e dopo nuovamente quelle del tecnico. Chi osserva tenta di rendere inoffensivo l'essere, qualsiasi cosa sia, ma senza riuscirci e questo vola via volando nel cielo fino a non vedersi più.
- Interpreti: Terry O'Quinn (Curt Lockridge), John Ashton (Capo Brady Simmons), Ben Piazza (Dottor Vaughn Heilman), Steve Howell Bassett (Gerald Tyson) e Lin Shaye (Kate Simmons)

## Il guaritore
- Titolo originale: Healer
- Diretto da: Sigmund Neufeld Jr.
- Scritto da: Michael Bryant

### Trama
Un ladro riesce a sottrarre una pietra in un museo, ma durante la fuga viene colpito al petto da un colpo di pistola della guardia che lo inseguiva. Morente, a terra in un vicolo, scopre che la pietra appena rubata ha il potere di guarire le persone, lui per primo che si vede la ferita nel petto guarita senza lasciare traccia nel giro di pochi secondi. Successivamente, come ulteriore prova, riesce a far riprendere vita all'amico colpito da un infarto e dato ormai per morto. Insieme iniziano a sfruttare il potere della pietra fingendosi lui un guaritore baciato dal potere divino, ma mentre l'ex ladro lo fa con uno spirito di altruismo il compare lo fa solo e unicamente per avidità. Si presenta a loro una persona che sembra uno sciamano indiano che chiede di restituire la pietra al suo popolo, ma per il timore di perdere una fonte di guadagno l'amico convince il protagonista a non restituirla. Lo sciamano lo mette in guardia e infatti il potere della pietra svanisce, ma quando ormai tutto sembra essere perduto lui capisce e restituendo la pietra ricomincia la sua nuova vita con ottimismo.
- Interpreti: Eric Bogosian (Jackie Thompson), Vincent Gardenia (Harry), Joaquin Martinez (Duende), Robert Costanzo (Joseph Rubello), Adam Ferris (bambino sordo), Charles Aidman (narratore)

## Lo zoo dei bambini
- Titolo originale: Children's Zoo
- Diretto da: Robert Downey Sr.
- Scritto da: Chris Hubbell e Gerrit Graham

### Trama
Una bambina convince i propri genitori, costantemente in lite tra loro, ad accompagnarla a visitare lo zoo dei bambini. All'ingresso della struttura la bimba viene separata dai genitori che vengono fatti entrare da un altro ingresso. Lungo il corridoio la bambina incontra varie finestre oltre le quali vi si trovano i genitori di altri bambini che li hanno abbandonati li in quanto insoddisfatti del loro comportamento. Alla fine la bimba sceglie i suoi nuovi genitori abbandonando i propri ancora in lite tra loro.
- Interpreti: Jaclyn Bernstein (Debbie Cunningham), Lorna Luft (Sheila Cunningham), Steven Keats (Martin Cunningham), Sydney Walsh (Melody), Wes Craven (uomo imprigionato)

## Il Kentucky Rye
- Titolo originale: Kentucky Rye
- Diretto da: John Hancock
- Scritto da: Delree Todd, Chip Duncan e Richard Krzemien

### Trama
Il venditore di un'azienda in difficoltà, Bob Spindler, riesce a concludere un contratto che porta un po' di ossigeno agli affari e ottimismo per il futuro del lavoro. Dopo una serata di festeggiamenti con i colleghi, e dopo avere esagerato con i brindisi, rifiuta il passaggio in auto verso casa proposto dal capoufficio e si avvia con la propria auto, ma a un certo punto invade la corsia opposta spingendo fuori strada un'auto che giungeva in senso contrario e lui stesso va a sbattere contro delle piante. Ripresosi dal colpo alla testa esce dall'auto e si avvia verso un edificio poco distante, è un bar, il Kentucky Rye. Al suo interno trova subito degli amici con i quali continuare la baldoria e arriva al punto di comprare l'intero locale, ma quando si sveglia al mattino il Kentucky Rye non è il locale pieno di allegria della sera prima, ma un mucchio di polvere e ragnatele. Guarda fuori dalla finestra e vede se stesso portato via, morto, su una barella. Il vecchio proprietario del Kentucky Rye lo osserva dallo specchio e ride fragorosamente di lui e dell'inferno personale che si è comprato la sera prima.
- Interpreti: Jeffrey Demunn (Bob Spindler), Michael Greene (Irving), Philip Bruns (barista), Arliss Howard (Stranger), Clarence Felder (Randy), Scott Jaeck (Pete), John Demita (George), Brad Burlingame (Larry), Rosemarie Thomas (Nancy), Gloria Rusch (Laura), Lisa Long (Debbie), John Davey (1° agente), Tim Russ (2° agente)

## Il bambino perduto
- Titolo originale: Little Boy Lost
- Diretto da: Tommy Lee Wallace
- Scritto da: Michael Cassutt

### Trama
Una fotografa professionista rivela al fidanzato l'intenzione di accettare un contratto per dei reportage che la porteranno a girare il mondo, ma questo causa una rottura tra i due visto che l'uomo desidera fortemente avere dei figli e questo non si concilierebbe con la scelta professionale della futura moglie. Durante un servizio allo zoo la donna viene affiancata da un ragazzo che si dimostra abile come modello, ma oltre a questo tra i due comincia anche un bel feeling. La donna ritorna dal fidanzato per confermare la sua intenzione professionale e questo causa la rottura definitiva tra i due. Tornata a casa suona alla sua porta il ragazzo che dimostra tutto il dispiacere per la scelta della donna che inizialmente non capisce, ma poi il ragazzo svanisce lentamente e allora si comprende che lui era il bambino che non avrà mai a causa della scelta presa.
- Interpreti: Scott Grimes (Kenny), Season Hubley (Carol Shelton), Nancy Kyes (Frumpy Housewife), Nicolas Surovy (Greg)

## La banca dei desideri
- Titolo originale: Wish Bank
- Diretto da: Rick Friedberg
- Scritto da: Michael Cassutt

### Trama
Una coppia di amiche passeggia tra le bancarelle di un mercatino dell'usato e vengono attratte da una lampada molto simile a quella dei desideri. Quasi per scherzo una delle due la strofina e magicamente si ritrova in una banca dove un gentile impiegato le propone la possibilità di vedere realizzati tre desideri. Il posto è uguale in tutto e per tutto a una banca solo che in questo luogo tutti sono venuti per avere in cambio dei desideri. La donna firma e si mette in coda allo sportello, ma quando è il suo turno l'impiegata incaricata la rimanda dal primo impiegato per avere un modulo che manca, ma nel frattempo l'impiegato è stato 'fulminato' dal capoufficio. Quando la donna chiede al capoufficio scocca l'ora del fine turno e tutti gli impiegati spariscono uno dopo l'altro. La donna si ritrova a camminare tra le bancarelle con l'amica e dei tre desideri non se ne parla più.
- Interpreti: Dee Wallace-Stone (Janice Hammond), Julie Carmen (Mary Ellen Bradshaw), Peter Land (Signor Brent), Harvey Vernon (Willoughby), Julie Payne (Clerk)

## I serpenti della notte
- Titolo originale: Nightcrawlers
- Diretto da: William Friedkin
- Scritto da: Robert R. McCammon e Philip DeGuere

### Trama
L'episodio si svolge all'interno di una tavola calda dove, a causa del forte temporale che sta imperversando, vi si trovano un'agente della polizia stradale e una famiglia in viaggio. L'agente della stradale facendo conversazione con il cuoco del locale lo informa che poco distante una tavola calda come la sua è stata teatro di un attacco da una probabile banda che l'ha assalita uccidendo tutti e successivamente dando fuoco all'edificio. Dopo pochi minuti giunge nel locale un nuovo cliente visibilmente stanco e agitato il quale dice di essere un reduce del Vietnam dove è stato l'unico sopravvissuto della sua pattuglia ad un attacco dei Vietcong. L'agente della stradale lo invita a fermarsi nel vicino motel per riposare e passare la notte, ma la situazione degenera. Il reduce ha la capacità di trasformare le cose che pensa in realtà e a seguito di un'aggressione dell'agente sviene causando la perdita di controllo dei suoi peggiori incubi. Tutto d'un tratto il locale si trova immerso in una scatenata battaglia tra Vietcong e soldati americani con tanto di esplosioni, bengala, elicotteri e napalm. Sopravviveranno soltanto la famiglia di sventurati viaggiatori, la cameriera e il cuoco nonostante una fucilata alla spalla.
- Interpreti: James Whitmore Jr. (Agente Dennis Wells), Scott Paulin (Price), Robert Swan (Bob il cuoco), Exene Cervenka (cameriera), Bobby Bass (Ray), Sandy Martin (Lindy), Matt Levin (Ricky)

## Se dovesse morire
- Titolo originale: If She Dies
- Diretto da: John Hancock
- Scritto da: David Bennett Carren

### Trama
Un papà rimasto vedovo un anno prima vive con l'adorata figlia ma durante il tragitto in auto verso la scuola hanno un incidente a causa del quale la bambina finisce in ospedale in un grave stato di incoscienza del quale il dottore è molto preoccupato. Il padre tornando a casa passa vicino ad un orfanotrofio che sta chiudendo e viene attratto dalla vista di una bambina sul tetto. Fermatosi acquista dalla suora un vecchio lettino da cui viene attratto. Tornato a casa durante la notte rivede la bambina vista sul tetto e con essa scambia qualche parola e iniziano a conoscersi. Il giorno successivo torna all'orfanotrofio e scopre che la bambina che lui vede è una bambina morta di tubercolosi tanti anni prima e della quale si ricorda solo la madre superiora e quest'ultima dà all'uomo l'orsetto di pezza della bambina. L'uomo va all'ospedale a prendere la figlia andando contro i giudizi dei medici e la notte la mette a dormire nel lettino comprato all'orfanotrofio, che era lo stesso della bambina morta. Al mattino la figlia si sveglia come se l'incidente non fosse mai avvenuto e con grande stupore del padre chiede di potere avere l'orso di pezza della bambina chiamandolo per nome.
- Interpreti: Andrea Barber (Cathy Marano - figlia), Tony Lo Bianco (Paul Marano - padre), Jenny Lewis (Sarah), Nan Martin (Suor Agnes), John Gowans (Dottor Brice), Donna-Jean Lansing (Madre superiora), Adele Miller (infermiera)

## Questi dei!
- Titolo originale: Ye Gods
- Diretto da: Peter Medak
- Scritto da: Anne Collins

### Trama
Un uomo preso dai suoi impegni professionali ignora il colpo di fulmine suggeritogli da Cupido il quale decide di non fare passare la cosa come se niente fosse: dopo avere fatto innamorare l'uomo fa di tutto per non fargli incontrare la sua amata. L'uomo è disperato e si trova a girare per la città alla ricerca di altri dei che lo possano aiutare. Alla fine l'uomo risolve i problemi sentimentali del dio dell'amore e si unisce alla sua amata.
- Interpreti: David Dukes (Todd Ettinger), Robert Morse (Cupido), Carolyn Seymour (Megera), John Myhers (Bacco), Andrew Masset (Peter), Patti Karr (April), Ingrid Boulting (donna amata)

## La prova
- Titolo originale: Examination Day
- Diretto da: Paul Lynch
- Scritto da: Philip DeGuere basato su una storia breve di Henry Slesar

### Trama
Un ragazzo dodicenne deve andare a fare il test di valutazione mandamentale e in famiglia sono tutti preoccupati per il risultato possibile. Quando a casa dei genitori arriva la telefonata di comunicazione del risultato ricevono la peggiore notizia possibile: “il ragazzo era troppo intelligente e per questo è stato eliminato”.
- Interpreti: David Mendenhall (Dickie Jordan - il ragazzo), Christopher Allport (Richard Jordan), Elizabeth Norment (Ruth Jordan), Ed Krieger, (1º impiegato), Myrna White (2^ impiegata), Jeffrey Alan Chandler (3º impiegato)

## Il messaggio di Charity
- Titolo originale: A Message From Charity
- Diretto da: Paul Lynch
- Scritto da: Alan Brennert basato su una storia breve di William M. Lee

### Trama
In seguito ad una forte febbre una coppia di adolescenti (Charity e Peter) si trova ad essere in contatto telepatico e già questo è strano, ma è ancora più incredibile il fatto che lui viva negli anni '80 del ventesimo secolo e lei nei primi anni del diciottesimo secolo. I due iniziano a comunicare assiduamente e il ragazzo fa conoscere alla ragazza il nostro mondo mostrando quanto questo sia cambiato. La ragazza ingenuamente parla di queste cose alla sua amica la quale la denuncia alla comunità come una strega. Fortunatamente il ragazzo trova negli annali del proprio villaggio la chiave che permetterà alla ragazza di salvarsi dal rogo. Visto l'accaduto la ragazza invita l'amico a interrompere i contatti, ma quando la storia sembra essere finita arriva un ultimo messaggio dal passato.
- Interpreti: Kerry Noonan (Charity Payne), Robert Duncan McNeill (Peter Wood), Vanessa Brown (Aunt Beulah), Gerald Hiken (Jonas Hacker), James Cromwell (Obadiah Payne), Michael Fox (Tom Carter), Jennifer Parsons (Ursula Miller), Jack Wells (Dottor Maxwell), Phil Proctor (Signor Wood), Barbara Lindsay (Signora Wood)

## Demoni
- Titolo originale: Teacher's Aide
- Diretto da: B.W.L. Norton
- Scritto da: Steven Barnes

### Trama
Durante una lite tra studenti una professoressa viene impossessata da un demone che la spinge a usare le maniere forti per fare rispettare le regole della scuola alla banda che frequenta la sua classe. Quando il capobanda decide di ribellarsi e a muso duro armato di mazza da baseball affronta la professoressa questa riesce a sopraffare il giovane, ma quando sta per ucciderlo riesce a liberarsi della possessione maligna. Il ragazzo capisce la situazione e ringrazia la professoressa per avergli risparmiato la vita.
- Interpreti: Adrienne Barbeau (Professoressa Peters), Adam Postil (Wizard il capobanda), Miguel A. Núñez, Jr (Trojan), Josh Richman (Fury), Noelle Harling (Amanda), Al Christy (guardia di sicurezza), Susanne Sasson (Jennifer), Richard Brainard (fratello più giovane), Sarah Partridge (insegnante), Brian Robbins, Fred Morsell (Hugh Costin)

## Il paladino dell'ora perduta
- Titolo originale: Paladin of the Lost Hour
- Diretto da: Gilbert Cates (accreditato come Alan Smithee)
- Scritto da: Harlan Ellison

### Trama
Durante una visita al cimitero, un ragazzo di colore si trova a salvare un anziano signore da un'aggressione. L'uomo garbatamente si avvicina al giovane, tant'è che questo lo accoglie a casa sua. Tra i due si crea una sincera amicizia. L'uomo confessa al suo salvatore di essere sì un semplice vecchio, ma anche il guardiano dell'ultima ora del tempo e prima di morire dona questo suo incarico al giovane.
- Interpreti: Danny Kaye (Gaspar), Glynn Turman (Billy Kinetta), John Bryant, (1° aggressore), Corkey Ford (2° aggressore), Mike Reynolds (autista)

## Un solo desiderio
- Titolo originale: Act Break
- Diretto da: Ted Flicker
- Scritto da: Haskell Barkin

### Trama
Uno sceneggiatore insieme al suo socio non riescono a portare avanti il loro ultimo lavoro e il padrone di casa li assilla chiedendo gli affitti arretrati. Quando il socio viene colpito da un infarto questo passa all'amico un amuleto che permette a chi lo possiede di esprimere un solo desiderio e visto che il suo lo ha già utilizzato chiede che l'amico esprima il desiderio di salvargli la vita, ma dopo un po' di esitazione il desiderio richiesto non viene espresso, e l'uomo chiede di potere avere come collaboratore il più grande sceneggiatore della storia. Detto e fatto si ritrova nella casa di William Shakespeare il quale di primo acchito lo tratta come un servo, ma poi tenendo l'amuleto in mano esprime il desiderio che l'uomo scriva con lui le sue opere. Lo sceneggiatore, prigioniero dell'unico desiderio di Shakespeare, mestamente si siede allo scrittoio e inizia a scrivere l'Amleto.
- Interpreti: James Coco (Maury Winkler), Bob Dishy (Harry - Shakespeare) e Avery Schreiber (padrone di casa)

## Un'estate torrida
- Titolo originale: The Burning Man
- Diretto da: J.D. Feigelson
- Scritto da: J.D. Feigelson basato su una storia breve di Ray Bradbury

### Trama
Durante un'afosa giornata estiva zia e nipote stanno viaggiando sulla loro auto per andare a rinfrescarsi con un bel bagno nel fiume. Lungo il tragitto prendono a bordo un anziano signore che continua a blaterare cose insensate di 'malignità genetica' e di persone cattive che vivono solo un giorno. L'uomo non la smette di parlare e il nipote della donna inizia a mostrare i primi segni di nervosismo cosicché la donna si ferma con la macchina e scarica l'insopportabile passeggero. Alla sera, dopo il bagno rinfrescante, tornano verso casa e incontrano un bambino fermo in mezzo alla strada che dice di essersi perso. La donna lo prende a bordo per portarlo in città, ma dopo pochi minuti il bambino sussurra in un orecchio alla donna le parole 'malignità genetica'. La macchina d'un tratto si spegne e zia e nipote si voltano con faccia spaventata verso il bimbo seduto sul sedile posteriore.
- Interpreti: Danny Cooksey (bambino passeggero), Piper Laurie (nonna), Andre Gower (nipote), Roberts Blossom (anziano passeggero)

## Un poker col diavolo
- Titolo originale: Dealer's Choice
- Diretto da: Wes Craven
- Scritto da: Donald Todd

### Trama
Degli amici si trovano a trascorrere una serata tranquilla per giocare a carte, preferibilmente poker, in casa di uno di loro. Si conoscono tutti, tranne uno che dice di essere presente per sostituire uno che non poteva venire. In una pausa di gioco alcuni dei giocatori notano che tutte le mani sono state vinte dallo sconosciuto con delle incredibili sequenze di sei. Il sospetto li spinge a pensare che egli sia il diavolo in persona e quando glielo chiedono lui non nega il fatto. Allora chiedono perché sia li e la risposta è che quella sera uno dei giocatori andrà via con lui, ma i giocatori sono giocatori per natura e convincono il diavolo a giocarsela in una partita semplice: si pesca una carta e quello che pescherà la carta più bassa perderà. Perde il padrone di casa, ma quest'ultimo non è ancora soddisfatto e convince il diavolo a giocare per la propria vita in una partita a poker faccia a faccia. Il diavolo sembra aver vinto, ma il giocatore più buono di cuore tra tutti quelli al tavolo tocca una carta sospetta e questa svela il trucco che il diavolo stava usando per barare e ingannare l'altro giocatore. Il diavolo sconfitto mestamente se ne va a mani vuote.
- Interpreti: Morgan Freeman (Tony), Dan Hedaya (Nick/il diavolo), Barney Martin (Marty), Garrett Morris (Jake), M. Emmet Walsh (Peter)

## Le scarpe
- Titolo originale: Dead Woman's Shoes
- Diretto da: Peter Medak
- Scritto da: Lynn Barker

### Trama
Un uomo dice alla propria cameriera di portare al mercatino dell'usato le cose della moglie morta un mese prima. Al mercatino dell'usato la commessa goffa e timida indossa le scarpe della donna e si trasforma istantaneamente in una donna dal carattere forte e dal fare sinuoso. Abbandonato il negozio prende un taxi e si reca alla casa della defunta e qui, sotto gli occhi della cameriera stupefatta, si comporta come se fosse la padrona di casa dimostrando anche di conoscere delle cose molto riservate. Una volta sistemata, cambiandosi di abito e ripulendosi, chiama il neo vedovo in ufficio il quale perplesso dalle parole della donna torna a casa per capire cosa stia succedendo. La donna lo accusa apertamente di averla fatta cadere di proposito dal terrazzo e di essere un uxoricida. L'uomo preso dalla paura cerca la pistola, ma la donna l'ha già presa e lo rincorre per ucciderlo. Dopo qualche metro di corsa toglie le scarpe della defunta per correre meglio, ma immediatamente ritorna ad essere la goffa commessa del negozio la quale non capendo cosa stia succedendo butta la pistola nel prato e le scarpe nel cesto della spazzature e corre via. Arriva la polizia, ma non trovando la donna se ne va dalla casa e un attimo dopo si vede la cameriera della casa vicina che trova le scarpe, le indossa, si reca verso la casa dell'uomo e dopo qualche secondo si sente un colpo di pistola.
- Interpreti: Jeffrey Tambor (Kyle Montgomery - marito), Theresa Saldana (Inez), Sasha von Scherler (Eileen) Hardy Rawls (Hyatt), Lance E. Nichols (Cabbie), Nana Visitor (Lori), Pia Gronning (Susan Montgomery - moglie), Helen Mirren (Maddie Duncan - commessa), Robert Pastorelli (uomo al negozio), Tyra Ferrell (Maid), Julie Dolan (ragazza), Leslie Bega (ragazza)

## Oggetti smarriti
- Titolo originale: Wong's Lost and Found Emporium
- Diretto da: Paul Lynch
- Scritto da: Alan Brennert basato su una storia breve di William F. Wu

### Trama
Wong è un ragazzo alla ricerca di qualcosa che ha perso e dopo tante ricerche, alla fine, si trova nel luogo dove vengono immagazzinate le cose smarrite. Dopo un breve girovagare tra gli scaffali durante il quale si trova ad aiutare altre persone come lui incontra una ragazza anch'ella che cerca qualcosa. La ragazza gli rivela che nel locale ognuno può trovare le cose degli altri, ma non le proprie e così fanno un accordo per aiutarsi l'un l'altra. Quando entrambi trovano il cercato decidono che quello è il posto dove potere aiutare altre persone bisognose.
- Interpreti: Brian Tochi (David Wong), Anna Maria Poon (Melinda), Carol Bruce (signora Whitford), Stacy Keach Sr. (uomo anziano), Jack Jozefson (cassiere), Marty Levy (cliente)

## L'uomo ombra
- Titolo originale: The Shadow Man
- Diretto da: Joe Dante
- Scritto da: Rockne S. O'Bannon

### Trama
Un ragazzino viene preso in giro dai compagni per le proprie paure. Una notte scopre che sotto il suo letto vive un uomo ombra che dice che non gli farà mai del male, ma al contrario quando esce di casa fa del male a chi sbeffeggia chi lo ospita sotto il letto. Dopo un attimo di timore il ragazzo inizia a farsi scudo dell'essere e del fatto che gli altri temono il fantomatico uomo ombra che sta facendo del male alle persone del quartiere. Tutto bene fino a che il ragazzino non incontrerà l'uomo ombra di un altro ragazzo.
- Interpreti: Heather Haase (Lianna Ames), Jonathan Ward (Danny), Jeff Calhoun (uomo ombra), Kathleem Coyne (mamma), Tricia Bartholome (ragazza dai capelli rossi), Julia Hendler (ragazza con bretelle), Melissa Moultrie (Janie), Chris Gosch (ragazzo), Marc Bentley (ragazzo con gli occhiali), Jason Presson (Eric), Michael Rich (Peter) e Amy O'Neill (ragazzo biondo)

## Lo show di zio diavolo
- Titolo originale: The Uncle Devil Show
- Diretto da: David Steinberg
- Scritto da: Donald Todd

### Trama
Mentre i genitori continuano parlare dell'importanza di tenere sotto controllo i propri figli, il loro è abbandonato a se stesso davanti alla televisione in balia delle magie di 'Zio Diavolo'.
- Interpreti: Wendy Phillips (mamma), Murphy Dunne (zio Diavolo), Gregory Mier (Joey) e Joel Polis (papà)

## Il giorno di caccia
- Titolo originale: Opening Day
- Diretto da: John Milius
- Scritto da: Chris Hubbell basato su una storia breve di Gerrit Graham

### Trama
Una donna convince il proprio amante ad ucciderle il marito durante una giornata di caccia. L'amante della donna e il marito sono molto amici, ma ciò non impedisce che l'omicidio avvenga. Tornando a casa l'uomo si trova a vivere in una situazione rovesciata dove lui è il marito della donna e il marito morto è l'amante. L'uomo si rende conto di avere ucciso il suo amico per niente, senza ragione. Alla mattina successiva i due vanno a caccia e questa volta chi muore per un banale incidente di caccia è l'amante della donna. Il marito torna a casa dalla donna con la triste notizia e la donna si mostra sorpresa e perplessa.
- Interpreti: Gary Hollis (ospite), Frank McRae (sceriffo), Shelby Billington (ragazza alla festa), Michael Nissman (Ned), Shawn Donahue (Joe, Jr.), Martin Kove (Joe), Jeffrey Jones (Carl - con lo pseudonimo di Jeff Jones), Molly Morgan (Kerry) e Elan Oberon (Sally)

## Il faro
- Titolo originale: The Beacon
- Diretto da: Gerd Oswald
- Scritto da: Martin Pasko e Rebecca Parr

### Trama
Un giovane dottore in seguito a un guasto alla propria auto si trova a dovere chiedere riparo in un villaggio che sorge su un promontorio in riva al mare al fianco di un vecchio faro. Subito si capisce che non è proprio il benvenuto, ma con cortesia riesce ad essere accettato in casa di una donna la quale ha la figlia che giace a letto ammalata. Durante la sera il faro si accende illuminando proprio la casa dove ha trovato riparo il dottore. Il figlio della padrona di casa chiede al dottore se può aiutare la sorella a guarire e questo, dopo averla visitata, gli dà una medicina che fa riprendere conoscenza alla bambina. Intorno alla casa nel frattempo si sono raggruppati tutti gli abitanti del villaggio. Il dottore scopre dell'esistenza di un fantomatico Seth che vive nel faro e che con la sua luce illumina sempre la casa dove deve morire una persona, ma questa volta la persona predestinata è stata salvata cosicché gli abitanti del villaggio reclamano il tributo al dottore.
- Interpreti: Giovanni Ribisi (Teddy - bambino), Hayley Taylor Block (Katie - bambina), Scott Lincoln (poliziotto), Martin Landau (William Cooper-James), Cheryl Anderson (Mary Ann), Charles Martin Smith (dottor Dennis Barrows)

## Sulle tracce del destino
- Titolo originale: One Life, Furnishedin Early Poverty
- Diretto da: Don Carlos Dunaway
- Scritto da: Alan Brennert basato su una storia breve di Harlan Ellison

### Trama
Uno scrittore di successo si interroga su quale fu il momento della sua giovinezza in cui la sua vita prese la piega che lo portò ad essere quello che è diventato. Torna nel suo paese natale e qui inizia a rivivere la sua giovinezza fino a ricordare che lui è quello che è perché il se stesso bambino litigò con il se stesso adulto.
- Interpreti: Peter Riegert (Gus Rosenthal), Chris Hebert (Gus Rosenthal bambino), Jack Kehoe (Lou - padre di Gus), Barbara Tarbuck (Sarita - madre di Gus), Susan Wheeler Duff (donna), Biff Yeager (autista di taxi), Gary Karp (Jack Wheeldon)

## L'anima pellegrina
- Titolo originale: Her Pilgrim Soul
- Diretto da: Wes Craven
- Scritto da: Alan Brennert

### Trama
Durante i test finali di un proiettore olografico i due ingegneri che lo hanno creato assistono alla comparsa dell'immagine di una donna che invecchiando con un tempo di dieci anni ogni ventiquattro ore inizia a raccontare tutti i passi salienti della sua vita trascorsa. Uno dei due ingegneri viene affascinato a tal punto dal racconto dello spirito imprigionato nel proiettore che lascia la propria moglie per trasferirsi nel laboratorio. Verso la fine della 'vita' dello spirito, l'uomo scopre che lei è la donna che ha amato in una vita precedente e che l'ha lasciato troppo presto, morendo di parto: un dolore che ha segnato l'uomo per l'intera esistenza, non scomparendo neppure nella sua vita successiva. L'episodio si conclude con lo spirito che di nascosto chiama la moglie dell'ingegnere per dirle di andare a prenderlo, per riportarlo a casa.
- Interpreti: Kristoffer Tabori (Kevin Drayton), Anne Twomey (Nola Granville), Gary Cole (Daniel), Wendy Girard (Carol), Katherine Wallach (Susan), Richard McGonagle (Lester), Betsy Licon (Nola a 5 anni), Danica McKellar (Nola a 10 anni)

## Un'equazione del diavolo
- Titolo originale: I of Newton
- Diretto da: Kenneth Gilbert
- Scritto da: Alan Brennert basato su una storia breve di Joe Haldeman

### Trama
Un matematico alle prese con un'equazione difficilissima chiede involontariamente aiuto al diavolo il quale subito appare alle sue spalle. Oramai il danno è fatto e il diavolo reclama a tutti i costi l'anima del matematico in cambio della soluzione. Il discorso è semplice: l'uomo può porre tre domande e una richiesta al demone e se il demone non riuscirà a rispondere o compiere il desiderio dell'uomo quest'ultimo sarà libero. La strafottenza del demone è pesante, ma il matematico ce la farà.
- Interpreti: Sherman Hemsley (Sam - matematico), Ron Glass (diavolo)

## Un Natale
- Titolo originale: Night of the Meek
- Diretto da: Martha Coolidge
- Scritto da: Rockne S. O'Bannon basato su una storia e sceneggiatura di Rod Serling

### Trama
La storia narra di un anziano alcolista che pagato per interpretare la parte di Babbo Natale ai centri commerciali si presenta ubriaco al lavoro e per questo viene licenziato in tronco, ma tornato a casa si trova in possesso di un sacco miracoloso che gli permette di distribuire qualsiasi cosa che viene desiderata. Quando il direttore del centro commerciale lo scopre quest'ultimo chiama gli agenti di polizia per farlo arrestare accusandolo di avere rubato tutta la merce dal negozio, ma il miracolo non si fa attendere e sorprenderà anche il direttore.
- Interpreti: Richard Mulligan (Henry Corwin - Babbo Natale), William Atherton (Dundee - direttore dei centri commerciali), Joanne Baron (signora Beacham), Hugo Stanger (Dobson), Teddy Wilson, Patricia Wilson (donna del coro), Larenz Tate (fratello anziano), Brian Muehl (padre), Muriel Minot (mamma della bambina piccola), Shelby Leverington (madre), Jeff Kober (poliziotto giovane), Monty Ash (uomo anziano), Charles Sweigart (barista), Enid Rodgers (zitella), Toria Crosby (ragazzina), Bill Henderson (poliziotto), Wilson Camp (uomo), Beth Ward (ragazza con gli occhiali), Wayne Morton (uomo d'affari), Benji Gregory (bambino), Paul Stout (bambino), Georgia Schmidt (moglie), Harry Governick (uomo sul tetto), Phyllis Ehrlich (donna al telefono), Thomas F. Duffy (uomo d'affari)
- Nota. Questo è un remake di un episodio della seconda stagione prodotta nel 1960 della serie televisiva Ai confini della Realtà che in inglese aveva lo stesso titolo, ma che nella traduzione in italiano di allora divenne La notte degli umili.

## Una segretaria
- Titolo originale: But Can She Type?
- Diretto da: Shelley Levinson
- Scritto da: Martin Pasko e Rebecca Parr

### Trama
Una segretaria sottomessa dalla prepotenza del proprio capoufficio si trova, grazie a una combinazione di comandi casuali inviati alla fotocopiatrice, in una realtà parallela dove le classi sono invertite e le segretarie sono apprezzate e desiderate da tutti. Solo una volta ritornata alla sua realtà si rende conto di ciò che ha vissuto e senza esitazione abbandona il suo mondo per quello alternativo.
- Interpreti: Pam Dawber (Karen Billings - segretaria), Charles Levin (Burton Nelson - capoufficio), Jeannie Elias (Marcy - collega), Deborah Harmon (Hostess), Jonathan Frakes (ragazzo solo), Michael Prince (Rehnquist), Jolina Collins (modella), Douglas Blair (autista di Limousine), Ken Sagoes (operaio)

## La stella
- Titolo originale: The Star
- Diretto da: Gerd Oswald
- Scritto da: Alan Brennert basato su una storia breve di Arthur C. Clarke (La stella)

### Trama
Sull'astronave Magellano, in rotta esplorativa nello spazio, vi si trovano due scienziati, uno dei quali dell'ordine religioso dei gesuiti, che continuano a disquisire tra scienza e teologia. Un giorno arrivano su un pianeta dove trovano le ultime tracce di un popolo scomparso più di tremila anni prima a causa dell'esplosione della loro stella. Il gesuita resta sconvolto nello scoprire come una civiltà così evoluta possa essere stata distrutta dalla mano di Dio per fare in modo che l'ultimo bagliore della loro stella fosse il segno nel cielo di Betlemme alla nascita di Gesù Cristo, ma l'altro scienziato trova un motivo a tutto ciò.
- Interpreti: Fritz Weaver (Matthew Costigan - gesuita), Donald Moffat (dottor Chandler), Elizabeth Huddle (Capitano Durant)

## Foto animate
- Titolo originale: Still Life
- Diretto da: Peter Medak
- Scritto da: Gerrit Graham e Chris Hubbell

### Trama
Un fotografo professionista esce di casa per acquistare un letto in ottone e torna a casa con un baule pieno di pezzi di una vecchia macchina fotografica con il conseguente sconforto della moglie. Riappacificatosi con la moglie trova nel doppio fondo del baule una vecchia macchina fotografica ancora intatta e con il rullino al suo interno. Preso dall'emozione si affretta subito a sviluppare le foto che si rivelano essere le testimonianze fotografiche di una spedizione del 1913 in Amazzonia. Il giorno seguente si reca da un anziano amico per fare vedere le foto e scopre che l'amico faceva parte di quella stessa spedizione, ma con sorpresa scopre che le foto sono rimaste uguali e identiche alla sera prima ad eccezione del fatto che gli indigeni sono scomparsi. Corso subito a casa si trova gli indigeni che hanno catturato sua moglie e lo stanno aspettando più agguerriti che mai. Il fotografo inizia una lotta furibonda, ma poi usando la sua macchina fotografica li cattura uno ad uno bloccandoli sulla pellicola.
- Interpreti: Robert Carradine (Daniel - fotografo), Marilyn Jones (Becky - moglie), John Carradine (Professor Alex Stottel - amico)

## Gli gnomi
- Titolo originale: The Little People of Killany Woods
- Diretto da: J.D. Feigelson
- Scritto da: J.D. Feigelson

### Trama
In una taverna arriva un abitante del villaggio il quale racconta di avere incontrato gli gnomi del bosco, ma un cliente ubriaco lo sbatte fuori dal locale accusandolo di essere un fannullone buono a niente e di prendersi gioco di lui e gli altri che sono disoccupati e vanno nel bar per bere in tranquillità. L'uomo se ne va deciso a tornare nel bosco. Quando l'altro cliente del bar esce dal locale vede il primo uscire dalla ferramenta carico di merce e andando a investigare scopre che la merce è stata tutta pagata con un piccolo lingotto d'oro. Successivamente il cliente va dove il primo alloggia, ma qui scopre che se ne è andato dopo avere pagato anche qui con un altro lingotto d'oro. Allora l'uomo decide di seguirlo nel bosco per derubarlo, ma qui scopre che gli gnomi esistono, ma sono degli extraterrestri che con l'aiuto del primo uomo stanno riparando la loro astronave. Il cliente corre al bar sconvolto, ma qui viene deriso da tutti, anche considerando il fatto che mostra un pezzo d'oro che gli è stato dato che in verità si è trasformato in piombo. Nel frattempo l'astronave vola via portando con sé il primo uomo.
- Interpreti: Hamilton Camp (Liam O'Shaughnessey), Michael Aldridge (Mike Mulvaney), James Scally (Kelly), Tim Donoghue (Eddie Donovan), Anthony Palmer (McGinty), Hal Landon Jr. (O'Dell), Pat Crawford Brown (signora Finnegan)

## I dolcetti della fortuna
- Titolo originale: The Misfortune Cookie
- Diretto da: Allan Arkush
- Scritto da: Steven Rae (conosciuto anche come Rockne S. O'Bannon) basato su una storia breve di Charles E. Fritch

### Trama
Un critico gastronomico scrive una recensione negativa su un ristorante cinese non ancora visitato, ma quando vi si reca non per mangiare, ma solo per potere dire di esserci stato, scopre che le previsioni contenute nei dolcetti della fortuna si avverano. Viste le prime due previsioni positive decide di tornarci una terza volta, ma questa sarà la sua ultima cena.
- Interpreti: Elliott Gould (Harry Folger - critico gastronomico), Bennett Ohta (signor Lee), Caroline Lagerfelt (April Hamilton), Frederick Coffin (Max), Claire Carter (Glamorous Gourmette), John G. Scanlon (O'Malley), Elven Harvard (guardia), Al Leong (proprietario)

## I mostri
- Titolo originale: Monsters!
- Diretto da: B.W.L. Norton
- Scritto da: Robert Crais

### Trama
Un ragazzino condivide con il padre la passione per i mostri del cinema. Triste per il fatto che il suo miglior amico si sia trasferito di casa e consigliato dalla madre si reca a fare conoscenza del nuovo vicino il quale si rivela essere un anziano vampiro. Dopo i primi attimi di timore il ragazzo si affeziona all'anziano il quale gli rivela che è prossimo alla fine. Nel frattempo nel quartiere tutti iniziano ad avere degli strani sintomi che sembrano influenza, ma come dice l'anziano vampiro sono delle mutazioni genetiche che la natura fa per distruggere il male che lui rappresenta. Una notte tutto il vicinato si trasforma in mostri che si recano in casa dell'anziano e lo uccidono.
- Interpreti: Ralph Bellamy (Emile Francis Bendictson - il vampiro), Oliver Robins (Toby Michaels), Bruce Solomon (Signor Michaels), Lewis Dauber (Lou), Kathleen Lloyd (Signora Michaels)

## L'ambasciatore
- Titolo originale: A Small Talent for War
- Diretto da: Claudia Weill
- Scritto da: Alan Brennert e Carter Scholz

### Trama
Un ambasciatore extraterrestre si presenta ad una riunione delle Nazioni Unite dopo che si è annunciato e avere scatenato grandi discussioni da parte di tutti gli ambasciatori terrestri su come ricevere gli alieni o risolvere la situazione. Tutti sono preoccupati, ma il messaggio dell'alieno è semplice: noi siamo stati creati da loro, ma la nostra evoluzione non ci rende degni di esistere. Un ambasciatore terrestre riesce a convincere l'ospite di temporeggiare per ventiquattro ore e quest'ultimo accetta. Dopo un giorno intero di negoziati finalmente il trattato di pace globale è stato stipulato e firmato da tutte le nazioni, ma l'alieno non voleva questo, bensì una guerra mondiale per vedere chi era il più forte. L'alieno se ne va e le astronavi per la distruzione del pianeta Terra iniziano a posizionarsi per fare il loro lavoro.
- Interpreti: John Glover (ambasciatore alieno), Peter Michael Goetz (diplomatico americano), Stefan Gierasch (diplomatico russo), Fran Bennett (presidente della Nazioni Unite), Jose Santana (aiutante americano), Gillian Eaton (delegato britannico), Richard Brestoff (aiutante britannico)

## Una questione di minuti
- Titolo originale: A Matter of Minutes
- Diretto da: Sheldon Larry
- Scritto da: Rockne S. O'Bannon basato su una storia breve di Theodore Sturgeon

### Trama
Una mattina marito e moglie si svegliano nel proprio letto svegliati da un fastidioso rumore proveniente dalla strada e dal soggiorno. Preoccupati escono dalla camera da letto e trovano la propria casa invasa da delle persone senza volto e interamente vestite di blu. Dopo qualche minuto passato in strada alla ricerca di una risposta al problema incontrano un uomo vestito di una tuta da lavoro luccicante e color oro che spiega loro di essere arrivati in un tempo futuro rispetto al loro in cui le cose non sono ancora state create. A detta dell'uomo non vi è soluzione al problema e loro non potranno più tornare alla vita di sempre, ma essi non ci credono e scappano. Quando il loro tempo reale sopraggiunge riescono a rientrare nel regolare corso delle cose.
- Interpreti: Adam Arkin (Michael Wright), Karen Austin (Maureen Wright), Adolph Caesar (supervisore), Marianne Muellerleile (prima donna dell'incidente) e Alan David Gelman (uomo tarchiato)

## L'ascensore
- Titolo originale: The Elevator
- Diretto da: R.L. Thomas
- Scritto da: Ray Bradbury

### Trama
Due fratelli si recano nella vecchia fabbrica di famiglia, oramai chiusa da anni, alla ricerca del padre. Il genitore, a quanto risulta al figlio più giovane, sta tentando di creare un alimento che possa sfamare tutto il mondo. Entrati nello stabilimento trovano topi, un gatto e un cane giganti morti. Infine chiamano il vecchio ascensore dal quale esce un ragno gigante che li uccide. Non incontrano il padre. 
- Interpreti: Stephen Geoffreys (Will), Robert Prescott (Roger), Brandon Bluhm (Will da bambino), Douglas Emerson (Roger da bambino)

## L'uomo invisibile
- Titolo originale: To See the Invisible Man
- Diretto da: Noel Black
- Scritto da: Steven Barnes basato su una storia breve di Robert Silverberg

### Trama
Un uomo accusato di non esternare le proprie emozioni viene condannato per un anno a portare sulla fronte un marchio che chiunque lo veda deve ignorarlo completamente come fosse un uomo invisibile. Inizialmente la cosa lo fa sorridere, ma man mano che passano i giorni e i mesi la cosa lo porta sull'orlo della pazzia. Quando l'uomo finisce di scontare la sua pena il marchio viene rimosso e lui riprende la sua vita normale, ma quando gli si presenta un'altra invisibile che gli chiede di darle un segno che lei esiste lui reagisce in maniera inopportuna per la legge.
- Interpreti: Cotter Smith (Mitchell Chaplin), Whit Hertford (bambino), Peter Hobbs (Bennett Gershe - uomo cieco), Jack Gallagher (comico), Dean Fortunato (ragazzo), Karlene Crockett (donna invisibile), Chris McCarty (uomo d'affari), Bonnie Campbell-Britton (donna), Steve Peterson (ragazzo al self service), Mary-Robin Redd (Margaret), Richard Jamison (guardia), Kenneth Danziger (maitre del ristorante), Terri Lynn Wood (ragazza che piange)

## Denti e conseguenze
- Titolo originale: Tooth and Consequences
- Diretto da: Robert Downey Sr.
- Scritto da: Haskell Barkin

### Trama
Un dentista esasperato per l'andamento insoddisfacente della propria vita e dello, a dir suo, squallore della sua professione, continua a sbattere fuori dal proprio studio i pazienti e a perdere assistenti. Disperato tenta il suicidio, ma il folletto dei denti lo salva ed esaudisce i suoi desideri. Quando ci si aspetterebbe di vedere il dottore finalmente felice si scopre che il nuovo successo professionale e affettivo lo logora quanto se non più di prima. Esasperato scappa, ma sulla sua strada di fuggiasco si trova con un gruppo di ex dentisti che scappano dopo l'intervento maldestro del folletto dei denti che ha reso loro la vita invivibile.
- Interpreti: Kenneth Mars (folletto dei denti), David Birney (Dottor Myron Mandel), Martin Azarow (uommo), Oliver Clark (Dottor Walter Pinkham), Mina Kolb (signora Taylor), Teresa Ganzel (Lydia Bixby), Nat Bernstein (primo vagabondo), Jack Lindine (secondo vagabondo), Mitzi McCall (donna di mezz'età), Ermal Williamson (signor Frank), Peggy Pope (signora Schulman), Jane Ralston (assistente), Ron Ross (terzo vagabondo), Harry Stephens (vagabondo che mangia)

## Benvenuti a Winfield
- Titolo originale: Welcome to Winfield
- Diretto da: Bruce Bilson
- Scritto da: Les Enloe

### Trama
L'angelo della morte è un distinto uomo vestito di bianco che viaggia su una lussuosa auto bianca e in questo momento è sulle tracce di un ragazzo che è riuscito a scappare dall'ospedale con la propria ragazza prima che lui lo raggiungesse. L'inseguimento termina nel paese di Winfield dove i due giovani hanno trovato rifugio, ma la cosa che colpisce di più l'angelo della morte è che in questo paese la gente ha un'età media di centododici anni e nonostante questo tutti godono di buona salute. L'angelo della morte telefona al suo ufficio di competenza e parlando con il proprio predecessore scopre che quest'ultimo ha avuto pietà della popolazione del piccolo paesino, tutta brava gente che non ha mai fatto male a nessuno, e per questo ha sempre concesso loro di continuare a vivere. Nonostante questo l'angelo della morte trova il giovane, ma colpito dal fatto che tutti gli abitanti sono disposti a offrire la propria vita per il ragazzo decide di lasciare il paese senza prendere con sé nessuna anima.
- Interpreti: Elisha Cook Jr. (Weldon), Alan Fudge (sceriffo), Henry Gibson (sindaco Abe), Jonathan Caliri (Matt Winnaker), Gerrit Graham (Griffin St. George - angelo della morte), Dennis Fimple (Ray Bob), Chip Heller (Elton), Sally Klein (Mamie), Claudia Bryar (abitante della cittadina), David Morick (abitante della cittadina), JoAnn Willette (Lori Bodell)

## Quarantena
- Titolo originale: Quarantine
- Diretto da: Martha Coolidge
- Scritto da: Alan Brennert

### Trama
Matthew Forman viene risvegliato dal suo stato di ibernazione dopo tre secoli. Il mondo è completamente diverso da come era, è sopravvissuto ad un olocausto nucleare e ora la popolazione della terra non vive più legata alla tecnologia, ma ognuno sviluppa una sua capacità mentale. L'uomo viene convinto che il mondo attuale è a rischio un'altra volta a causa di un meteorite che sta raggiungendo il pianeta. Grazie alle sue conoscenze tecnologiche riesce a rimettere in funzione un vecchio satellite in orbita in grado di distruggere l'oggetto in avvicinamento. All'ultimo momento l'uomo capisce che non ha distrutto un meteorite, ma un'astronave carica di sopravvissuti della razza umana che stava tornando da un lungo viaggio nello spazio. Consapevole di quello che ha fatto capisce anche che coloro che stavano tornando erano lo stesso tipo di persone che avevano distrutto il pianeta secoli prima. L'uomo infine se ne fa una ragione e decide di intraprendere un cammino di conoscenza in questo nuovo mondo.
- Interpreti: Scott Wilson (Matthew Forman), Tess Harper (Sarah), Larry Riley (Joshua), D.W. Brown (John), Jeanne Mori (Irene)

## La nonna
- Titolo originale: Gramma
- Diretto da: Bradford May
- Scritto da: Harlan Ellison basato su una storia breve di Stephen King

### Trama
Un bambino viene lasciato a casa a fare i compiti e ad accudire la nonna immobilizzata a letto. L'anziana donna gode di una pessima fama ed è stata anche allontanata dalla chiesa per sospetta stregoneria. Durante la sera la donna muore, ma non prima di avere passato i propri poteri all'indifeso nipote.
- Interpreti: Barret Oliver (Georgie), Darlanne Fluegel (madre), Frederick Long (nonna)
- Nota. Considerando anche la serie classica, questo è il 200º episodio.

## Demoni personali
- Titolo originale: Personal Demons
- Diretto da: Peter Medak
- Scritto da: Rockne S. O'Bannon

### Trama
Uno sceneggiatore è alle prese con un blocco creativo che non lo lascia lavorare e la situazione peggiora quando inizia ad essere perseguitato da piccoli brutti esseri che si muovono come folletti e distruggono la sua auto e la sua casa. Cosa c'è di peggio? Che solo lui li può vedere. Stanco di scappare, barricato in casa, decide di affrontarli e chiede loro cosa deve fare perché loro se ne vadano lasciandolo in pace e la risposta è semplice: per fare in maniera che spariscano lui deve scrivere di loro, perché sono i protagonisti del suo prossimo lavoro.
- Interpreti: Martin Balsam (Rockne O'Bannon - sceneggiatore), Joshua Shelley (Herman Gold), Clive Revill (agente), Marlena Giovi (Widow), Penny Baker (Pam), Stephen Flanigan (Gary), Tommy Madden (prima creatura), Billy Curtis (creatura), Gary Friedkin (creatura), Kevin Thompson (creatura), Don Frishman (creatura), Lou Carry (creatura), Jerry Maren (creatura)

## Effetti sonori
- Titolo originale: Cold Reading
- Diretto da: Gus Trikonis
- Scritto da: Martin Pasko e Rebecca Parr

### Trama
Pochi attimi prima che inizi la trasmissione in diretta di un radiodramma lo sceneggiatore, maneggiando un manufatto africano stregato, esprime il desiderio che gli effetti sonori non siano prodotti artificialmente, ma che siano reali in tutto e per tutto. Quindi si inizierà con la comparsa in studio di un avvoltoio, l'arrivo di un vero e proprio temporale e così via. Quando l'autore capisce la pericolosità di tutto questo comincerà a riscrivere in diretta le scene pericolose, ma la distrazione finale sarà fatale.
- Interpreti: Dick Shawn (Nelson Westbrook - sceneggiatore), Larry Poindexter (con lo pseudonimo Lawrence Poindexter) (Milo Trent), Janet Carroll (Marilyn Cavendish), Joel Brooks (Jack Holland), Annette McCarthy (Carla), Ralph Manza (Sol), Kevin Scannell (annunciatore), Mike Pniewski (Page), Paul Keith (Paul Loomis), Thomas Bellin (Ed Winter), Jon Melichar

## Esprimi un desiderio
- Titolo originale: The Leprechaun-Artist
- Diretto da: Tommy Lee Wallace
- Scritto da: Tommy Lee Wallace

### Trama
Tre giovani hanno la fortuna di vedere nel bosco un folletto e lo catturano. Il folletto ha un carattere scortese, ma deve stare alle regole e la regola in questo caso dice che i folletti che vengono scoperti devono esaudire un desiderio a chi li scopre. Ciascuno dei giovani esprime il proprio desiderio, ma il risultato in ogni caso è un disastro. Quando le cose sembrano oramai essere destinate ad andare nella peggiore delle maniere il folletto interviene annullando i desideri mal espressi dei giovani.
- Interpreti: Bradley Gregg (Richie), Danny Nucci (Buddy), Joey Green (J.P.), Cork Hubbert (folletto), James Hess (sergente Brewer), Marguerite De Lain (mamma di J.P.), Burr Middleton (papà di Richie), Chuck Stransky (papà di Buddy), Melinda Peterson (mamma di Buddy)

## All'inferno e ritorno
- Titolo originale: Dead Run
- Diretto da: Paul Tucker
- Scritto da: Alan Brennert basato su una storia breve di Greg Bear

### Trama
Un camionista in crisi con il lavoro a causa dei troppi incidenti avuti negli ultimi due anni si rivolge ad un amico di famiglia per trovare un nuovo incarico come autotrasportatore. Il viaggio comincia, ma tutto si aspettava tranne quello di fare il corriere di anime da questa terra all'inferno. Quando realizza quello che sta facendo e scopre che il metro di misura per decidere chi va o meno all'inferno non è così preciso decide di fare la sua parte per migliorare il sistema.
- Interpreti: Steve Railsback (Johnny Davis), Barry Corbin (Pete), John de Lancie (il direttore), Brent Spiner (disertore), John D. LeMay (omosessuale), Paul Jenkins (camionista)

## Dallas, novembre 1963
- Titolo originale: Profile in Silver
- Diretto da: John Hancock
- Scritto da: J. Neil Schulman

### Trama
Un professore di storia di Harward appassionato del periodo del presidente John Fitzgerald Kennedy è in realtà un suo discendente che proviene dal futuro. Quando si trova a Dallas per assistere alla sfilata non resiste dal salvargli la vita, ma questo causa una spaccatura temporale che porterà il mondo alla sua distruzione. Vista la situazione manda il presidente nel futuro, al suo posto, e lui prende il posto sull'auto presidenziale sacrificando la propria vita.
- Interpreti: Barbara Baxley (D.ssa Kate Wang), Jerry Hardin (Lyndon B. Johnson), Ken Hill (aiutante presidenziale), Huck Liggett (texano), Lane Smith (professor Joseph Fitzgerald), Louis Giambalvo (Livingstone), Andrew Robinson (John F. Kennedy)

## La pulsantiera
- Titolo originale: Button, Button
- Diretto da: Peter Medak
- Scritto da: Richard Matheson firmato con lo pseudonimo di Logan Swanson.[1]

### Trama
A una coppia viene affidata una pulsantiera con un unico pulsante che se usato fa due cose, prima fa uccidere uno sconosciuto e successivamente fa recapitare a loro duecentomila dollari. L'esitazione è tanta, ma alla fine il tasto viene premuto.
- Interpreti: Basil Hoffman (Steward), Brad Davis (Arthur Lewis), Mare Winningham (Norma Lewis)
- Nota. Il soggetto del telefilm viene dal racconto The Box (Button, Button) scritto nel 1970 da Richard Matheson; lo scrittore ne scrisse anche la sceneggiatura originale tuttavia, scontento del risultato finale del telefilm, firmò il lavoro con uno dei suoi pseudonimi: Logan Swanson.[1]
- Nota. Questa storia è stata ripresa nel film The Box del 2009.

## Il bisogno di sapere
- Titolo originale: Need to Know
- Diretto da: Paul Lynch
- Scritto da: Mary Sheldon

### Trama
Un ispettore governativo viene inviato in una piccola cittadina dove si stanno presentando degli strani casi di pazzia improvvisa. Il caso è complicato perché non trova infezioni o altre cose che giustifichino tutto ciò che sta succedendo. Nella ricerca del paziente zero trova uno scrittore appena tornato dallo Yemen, dove dice di avere trovato la risposta al mistero della vita. Quando l'uomo tenta di avvicinarsi all'ispettore per dirglielo all'orecchio quest'ultimo capisce che è così che si impazzisce. Prima di aggredirlo e farlo svenire lo scrittore confessa la sua intenzione di andare a dire il segreto ai microfoni della radio locale per colpire tutta la contea, ma quando l'uomo si risveglia è troppo tardi per bloccarlo. Recatosi a casa della donna che lo ha chiamato in città per risolvere il caso rompe la radio per evitare che lei venga contagiata, ma oramai è tardi, anche per lui.
- Interpreti: Frances McDormand (Amanda), William Petersen (Edward Sayers), Robin Gammell (Jeffrey Potts), Ellen Albertini Dow (signora Hotchkiss), Harold Ayer (signor Strickland), Eldon Quick (dottor Benitz), Shay Garner (dottor Fall), Ray Ballard (Jack Henries), Clarence Brown (Wiley Whitlow)

## Neve rossa
- Titolo originale: Red Snow
- Diretto da: Jeannot Szwark
- Scritto da: Michael Cassutt

### Trama
Un Colonnello del KGB viene inviato in un paese della Siberia per indagare sulla morte di due ufficiali del partito comunista. Arrivato in paese scopre l'esistenza di un gruppo di esseri che hanno la capacità di vivere in eterno bevendo il sangue di persone e animali. Il sindaco e la popolazione lo sanno, ma con loro hanno fatto un accordo di non aggressione dove loro li proteggono nei momenti di sonno, nei 6 mesi di giorno estivo, e in cambio, nei 6 mesi di notte invernale, gli esseri proteggono il paese dai lupi e da altri pericoli. I precedenti rappresentanti del partito lo avevano scoperto, ma essendo persone indesiderate sono state eliminate. Questa volta il Colonnello che ha mandato il KGB è una brava persona e infatti sistemerà le cose.
- Interpreti: George Dzundza (Colonnello Ilyanov), Barry Miller (Polvin), Vladimir Skomarovsky (Titov), Victoria Tennant (Valentina), Andrew Divoff (Vladimir), Lillian Adams (Babushka), Jack Ross Obney (Grishenko), Kimberly Ann Morris (Galya), Mike Kulcsar (Golodkin), Tom Maier (abitante del villaggio), Rod Colbin (ministro)

## Prendimi l'anima... per favore!
- Titolo originale: Take My LIfe... Please!
- Diretto da: Gus Trikonis
- Scritto da: Gordon Mitchell

### Trama
Un comico di successo muore nel tentativo di liberarsi da un altro comico al quale ha rubato l'idea per uno spettacolo. Quando si riprende è all'inferno dove viene condannato a fare uno show comico tre volte per sera per tutte le sere in cui fa ridere gli spettatori parlando delle cose brutte che ha fatto in vita rivivendole con grande dolore.
- Interpreti: Tim Thomerson (Billy Diamond), Ray Buktenica (Max), Xander Berkeley (Dave), Jim McKrell (Marty)

## L'alfabeto del demonio
- Titolo originale: Devil's Alphabet
- Diretto da: Ben Bolt
- Scritto da: Arthur Gray

### Trama
Il Circolo l'Alfabeto del demonio è composto da un gruppo di giovani che nell'Inghilterra vittoriana decidono di ritrovarsi tutti gli anni il due di novembre per rinnovare il proprio sodalizio e questo per sempre e anche per coloro che saranno morti. La cosa viene presa con serietà, ma nello stesso modo con leggerezza e se ne rendono conto quando dopo venti anni muore il primo membro del circolo e alla prima riunione si presenta sotto forma di spirito incutendo stupore e timore. La cosa va avanti fino a che non ne resta in vita solo uno il quale chiede il consenso a tutti gli amici defunti di sciogliere il circolo. Gli amici votano per lo scioglimento e il circolo è definitivamente chiuso.
- Interpreti: Ben Cross (Frederick), Hywel Bennett (Grant), Christopher Carroll (spazzacamino), Christopher Grove (aiutante dello spazzacamino), Ethan Phillips (Deaver), Jim Piddock (Brian), Osmund Bullock (Andrew), Robert Schenkkan (Eli), Stuart Dowling (creditore), Wayne Alexander (Cornelius)

## La biblioteca
- Titolo originale: The Library
- Diretto da: John Hancock
- Scritto da: Anne Collins

### Trama
C'è una biblioteca dove vengono conservati i libri che raccontano la storia di tutte le persone in vita. L'anziana bibliotecaria chiede l'aiuto di una giovane assistente che la aiuti a portare avanti il lavoro che come potete immaginare è tantissimo, ma bisogna seguire la regola che non si devono leggere i libri. La giovane assistente inizia, non solo a leggere i libri, ma anche a modificarli purtroppo però questo causerà un drammatico peggioramento della vita delle persone che la circondano.
- Interpreti: Frances Conroy (Ellen Pendleton), Uta Hagen (Gloria), Lori Petty (Lori Pendleton), Joe Santos (Doug Kelleher), Candy Azzara (Carla), Alan Blumenfeld (Edwin), Jay Gerber (uomo), Mimi Monaco (donna)

## Il teatro delle ombre
- Titolo originale: Shadow Play
- Diretto da: Paul Lynch
- Scritto da: James Crocker basato su una storia breve di Charles Beaumont

### Trama
L'episodio inizia all'interno di un tribunale quando viene emessa la sentenza capitale per un uomo accusato di omicidio. L'uomo tenta in tutte le maniere di convincere chi gli sta intorno del fatto che quello è tutto un suo sogno e che nel momento in cui morirà sul patibolo lui si risveglierà in tribunale per ripetere tutte le sue ultime ore di vita. I protagonisti del sogno sono sempre gli stessi, anche se in ruoli diversi. Non c'è modo di interrompere questo ripetersi di eventi a meno di non interrompere l'esecuzione, ma anche questa volta non ci riuscirà.
- Interpreti: Peter Coyote (Adam Grant - il condannato), William Schallert (padre Grant), William Smith (guardia), Guy Boyd (Mark Ritchie), Ramon Bieri (Flash), Earl Billings (Jimmy), Gilbert De la Pena (Munoz), Janet Eilber (Erin Jacobs), Hank Garrett (custode), Deborah May (Carol Ritchie), Ellaraino (Grand jury), George O. Petrie (giudice)
- Nota. L'episodio è un remake di quello dallo stesso titolo Il teatro delle ombre della seconda stagione della prima serie andato in onda per la prima volta negli Stati Uniti il 5 maggio 1961.

## Dolce melodia
- Titolo originale: Grace Note
- Diretto da: Peter Medak
- Scritto da: Patrice Messina

### Trama
Una ragazza sta sacrificando le sue doti di cantante lirica per aiutare la propria famiglia e seguire l'andamento della malattia della sorella. Quando la sorella in punto di morte nel letto d'ospedale gli mostra il suo futuro come artista la ragazza perde ogni dubbio sulla strada da seguire.
- Interpreti: Julia Migenes (Rosemarie Miletti), Kay E. Kuter (Maestro Barbieri), Tom Finnegan (Cabbie), Catherine Paolone (Dorothy a 35 anni), Craig Schaefer (guardia), Elliott Scott (Joey), Gina Marie Vinaccia (Dorothy a 9 anni), Rhoda Gemignani (Angelina), Ross Evans (Sam), Ruth Zakarian (Angelini), Sandy Lipton (donna), Sydney Penny (Mary Miletti), Toni Sawyer (donna anziana)

## Un giorno a Beaumont
- Titolo originale: A Day in Beaumont
- Diretto da: Philip DeGuere
- Scritto da: David Gerrold

### Trama
Una coppia sta viaggiando in auto nei pressi del paese di Beaumont quando vede sfrecciare nel cielo un oggetto infuocato che si schianta oltre una collina. I due corrono a vedere di cosa si tratta e scoprono che l'oggetto è un disco volante dal quale escono dei bellicosi e aggressivi alieni che subito tentano di ucciderli. I due scappano e arrivano al paese dove danno l'allarme. Lo sceriffo li segue sul luogo dell'atterraggio, ma li vi trovano solo una squadra dell'aviazione che sta esaminando i rottami di un aereo militare precipitato. I due capiscono che in realtà tutte le persone presenti sul luogo sono alieni camuffati da esseri umani. Tentano nuovamente di fuggire e questa volta di dare l'allarme all'FBI, ma senza riuscirci vengono rapiti dagli alieni. Sul disco volante avranno entrambi la sorpresa di scoprire di essere anche loro degli alieni che si stanno addestrando per l'invasione della Terra.
- Interpreti: Victor Garber (Dottor Kevin Carlson), Stacey Nelkin (Faith Carlson), Warren Stevens (Maggiore Whitmore), Jeff Morrow (Orson), Charles Aidman (narratore)

## L'ultimo difensore di Camelot
- Titolo originale: The Last Defender of Camelot
- Diretto da: Jeannot Szwarc
- Scritto da: George R.R. Martin basato su una storia di Roger Zelazny

### Trama
Un uomo esce di casa e riesce a cavarsela da un'aggressione da parte di alcuni giovani. Successivamente chiede a uno di loro di accompagnarlo da colei che è la mandante dell'aggressione. Lui è Lancillotto e lei è Fata Morgana la quale gli chiede di recarsi in Cornovaglia per destare Mago Merlino dal sonno durato secoli a causa di un sortilegio. Quando il mago viene ridestato questo tenta di sopraffare Messer Lancillotto per riavere i suoi poteri e riprendere le trame del destino del mondo, ma dopo aver perso il combattimento il Mago sparirà per sempre.
- Interpreti: Richard Kiley (Lancillotto), Jenny Agutter (Fata Morgana), John Cameron Mitchell (Tom), Norman Lloyd (Mago Merlino)